# Lew Lake-toernooi
Het Lew Lake-toernooi is een voormalig jaarlijks basketbaltoernooi, dat van 1948 tot in de jaren zeventig in Nederland werd gehouden.
In 1948 start AMVJ Amsterdam met het toernooi als opening van het basketbalseizoen. Het toernooi is vernoemd naar Lew Lake (1874-1939), een sportleraar van de YMCA uit Londen die in 1930 het basketbal bij AMVJ in Nederland introduceerde. Het toernooi stond open voor teams uitkomende in de hoogste klasse van zowel de dames als de heren.
Door een groot gebrek aan sporthallen verloopt de ontwikkeling van de sport traag. In Amsterdam en Haarlem waar het merendeel van de competities moest worden afgewerkt beschikt men over één sporthal, de Apollohal; de oude RAI en het Krelagehuis in Haarlem waren niet voor het bedrijven van sport ontworpen, maar verder de enige plaats waar men terechtkon.
Het duurt tot half jaren vijftig, wanneer er een jeugdtoernooi in het Lew Lake toernooi wordt opgenomen. Na een begin met alleen teams uit Amsterdam, groeide het jeugdtoernooi binnen tien jaar naar een omvang die niet meer te hanteren was.
Door alleen de districtskampioenen van de vier categorieën toe laten, kreeg het Lew Lake jeugdtoernooi de status van officieus kampioenschap van Nederland, een status die het tot de invoering van de nationale jeugdcompetities begin jaren zeventig heeft behouden.
Na het opnemen van rolstoelbasketbal in het Lew Lake-programma, was de publieke belangstelling gemiddeld 10 tot 15 procent hoger dan in de jaren daarvoor. Het was de aanzet om het rolstoelbasketbal als volwaardige poot in de Nederlandse Basketball Bond op te nemen.
Met het vijfentwintigste Lew Lake toernooi in 1973 kwam een einde aan de serie toernooien, die vanaf 1948, met uitzondering van 1961, ononderbroken zijn georganiseerd.

## Winnaars

### Mannen[2]
- 1948: DED Amsterdam
- 1949: AMVJ Amsterdam
- 1950: AMVJ Amsterdam[3]
- 1951: AMVJ Amsterdam
- 1952: APGS Amsterdam
- 1953: AMVJ Amsterdam
- 1954: AMVJ Amsterdam
- 1955: AMVJ Amsterdam
- 1956: The Wolves Amsterdam[4]
- 1957: Blue Stars Amsterdam
- 1958: Blue Stars Amsterdam
- 1959: Blue Stars Amsterdam
- 1960: Blue Stars Amsterdam
- 1961: niet gespeeld
- 1962: Agon Amsterdam[5]
- 1963: The Wolves Amsterdam
- 1964: The Wolves Amsterdam
- 1965: Herly Amsterdam[6]
- 1966: Herly Amsterdam[7]
- 1967: Landlust Amsterdam[8]
- 1968: Blue Stars Amsterdam[9]
- 1969: Flamingo's Haarlem[10]
- 1970: Flamingo's Haarlem[11]
- 1971: Levi's Flamingo's Haarlem.

### Vrouwen
- 1948: Westerkwartier Amsterdam
- 1949: Westerkwartier Amsterdam
- 1950: Blue Stars Amsterdam
- 1951: Westerkwartier Amsterdam
- 1952: Westerkwartier Amsterdam
- 1953: Blue Stars Amsterdam
- 1954: Blue Stars Amsterdam
- 1955: Blue Stars Amsterdam
- 1956: Blue Stars Amsterdam[4]
- 1957: Blue Stars Amsterdam
- 1958: Blue Stars Amsterdam
- 1959: Blue Stars Amsterdam
- 1960: Landlust Amsterdam
- 1961: niet gespeeld
- 1962: Blue Stars Amsterdam[5]
- 1963: Blue Stars Amsterdam?
- 1964: AMVJ Amsterdam
- 1965: Blue Stars Amsterdam[6]
- 1966: AMVJ Amsterdam[7]
- 1967: AMVJ Amsterdam[8]
- 1968: AMVJ Amsterdam[9]
- 1969: AMVJ Amsterdam
- 1970: AMVJ Amsterdam[11]
- 1971: BOB Oud-Beijerland